# Pricetrema eumetopii
Pricetrema eumetopii är en plattmaskart. Pricetrema eumetopii ingår i släktet Pricetrema och familjen Heterophyidae. Inga underarter finns listade i Catalogue of Life.